# مشاركة متبادلة
المشاركة المتبادلة تحدث عندما ينشط الأشخاص معًا بشكل إبداعي ويدخلون حالة الانسياب الجماعي. وتنطوي هذه العملية على المشاركة مع منتجات نشاط مشترك ومع مشاركين آخرين مساهمين في هذه المنتجات. تُعتبر المشاركة المتبادلة أمرًا ضروريًا للتعاون الخلاق القائم على التكنولوجيا مثل الارتجالي الجماعي مع واجهات موسيقية جديدة، وجلسات العصف الذهني الموزعة وما إلى ذلك.

## تحديد المشاركة المتبادلة
المشاركة المتبادلة هي تتعلق بالنقاط التي يقوم عندها المشاركون بالاشتراك مع بعضهم البعض في تعاون إبداعي. ويمكن الإشارة إلى هذه النقاط عن طريق الموقع المشترك للمساهمات والتعديل المتبادل للمنتج المشترك والمناقشات حول جودة المنتج المشترك أو تكرار وإعادة تفسير مساهمات الآخرين. وهذه الأمور تتوقف على مهارات المشاركين وخبرتهم بالنظام.

## تصميم المشاركة المتبادلة
يتعين على واجهات المستخدم المصممة للمشاركة المتبادلة دعم الوعي المتبادل فيما يتعلق بالإجراءات، والتمثيلات المشتركة والمتسقة وقابلية التعديلة المشترك والتعقيب.

## الأعمال ذات الصلة
تُعتبر المشاركة المتبادلة أمرًا بالغ الأهمية للتعاون الإبداعي الذي يعتمد على التكنولوجيا. ويُعتبر مجال العمل التعاوني بدعم الحاسوب مرتبط ارتباطًا وثيقًا، ولكن يركز بشكل أكبر على العمل والمهام والأنشطة المكتبية. وينصب تركيز فينجر بشأن المشاركة المتبادلة في مجتمع الممارسة على قدرة المشاركين على «المشاركة مع الأعضاء الآخرين والتجاوب فعليًا لأفعالهم». ومن وجهة نظر فينجر، تهتم المشاركة المتبادلة بالعمل الذي تنطوي عليه عملية تعلم كيفية التفاعل مع الأشخاص الآخرين في مجتمع ممارسة ناشئ في حين أن التعريف الوارد في هذا السياق يكون حول تصميم واجهات المستخدم التعاونية.